# 胰高血糖素样肽-1受体激动剂
胰高血糖素样肽-1受体激动剂（glucagon-like peptide-1 receptor agonist，GLP-1-RA）简称GLP-1类似物、肠促胰岛素拟物（incretin mimetic），其结构与人体天然GLP-1结构类似，但生理功能相同，可以调节葡萄糖分泌。

## 发现历史及治疗潜力
20世纪80年代，根据生理学研究，口服葡萄糖与静脉输注相比能导致更多胰岛素分泌，因此推断消化系统可存在促胰岛素分泌的物质，口服葡萄糖可促进该物质分泌，且呈葡萄糖依赖式。后来研究者发现，小肠的内分泌细胞可产生一种激素，这种激素能在进餐或者口服葡萄糖后促进胰岛素的分泌，因此人们命名它为肠促胰素（Incretin），它可以调节餐后胰岛素分泌总量的60%。经过进一步研究，肠促胰素主要有以下两种：胰高血糖素样肽-1（GLP-1）和葡萄糖依赖的促胰岛素多肽（GIP）。
经过进一步对人体进行研究发现，2型糖尿病患者口服葡萄糖和输注葡萄糖后胰岛素分类泌量相当，提示2型糖尿病患者肠促胰素分泌量降低，并且2型糖尿病患者餐后GIP水平与常人相似，而GLP-1则显著减少，提示2型糖尿病患者出现了GLP-1缺乏，除此之外，GLP-1还有减缓胃排空、抑制进食等，从而GLP-1有控制体重的作用，因此GLP-1成为2型糖尿病的治疗靶点，人们开始开发其做为糖尿病治疗药物的临床价值。

## 作用机制和GLP-1类似物
人们对GLP-1的细胞水平进行了研究，结果发现在葡萄糖水平较低时，GLP-1与受体结合仅引起钙离子的少量内流与胰岛素分泌，而当葡萄糖水平较高时，ATP/ADP比例升高，则ATP依赖的钙离子通道开放时间延长，因此可引起大量钙离子内流与胰岛素分泌，由此引起的生理作用如下：
- 增加葡萄糖依赖性的胰岛素分泌；
- 抑制胰高血糖素分泌，增加葡萄糖清除；
- 延缓胃排空和诱发饱腹感、抑制食欲；
- 还可以改善外周胰岛素抵抗。

但在研究中，人们还发现天然GLP-1存在局限性，即它的半衰期特别短，分泌2-3分钟后就会被二肽基肽酶（DPP-IV）降解，即使外源性给予GLP-1,也同样很快会被DPP-VI降解。因此生产一种生理作用与GLP-1类似但不能很快被降解的物质即GLP-1类似物成为目的，例如已通过SFDA审批和注册的GLP-1类似物利拉鲁肽（Liraglutide），在结构上相比与天然GLP-1分子存在一个氨基酸差异，并添加一个16碳棕榈酰脂肪酸侧链，与天然GLP-1存在95％同源性，但生理功能类似。
GLP-1类似物作为糖尿病治疗领域的新成员，疗效显示出较为优越的一面，且安全性较好。